# Distribuição das gotas de chuva
A distribuição das gotas de chuva, ou granulometria da chuva, é a distribuição do número de gotas de chuva de acordo com seu diâmetro (D). Três processos são responsáveis pela formação de gotas: a condensação do vapor de água, o acúmulo de gotículas em gotas maiores e colisões entre os tamanhos. De acordo com o tempo gasto na nuvem, o movimento vertical no seu interior e a temperatura ambiente, as gotas terão uma história muito variada e uma distribuição de diâmetros de algumas dezenas de micrômetros a alguns milímetros.

## Definição

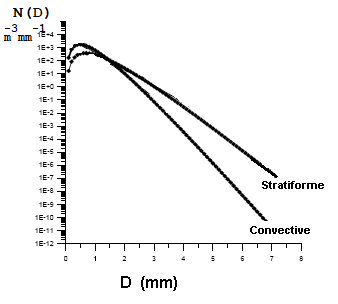
Duas distribuições médias ajustadas à equação de Marshal-Palmer.

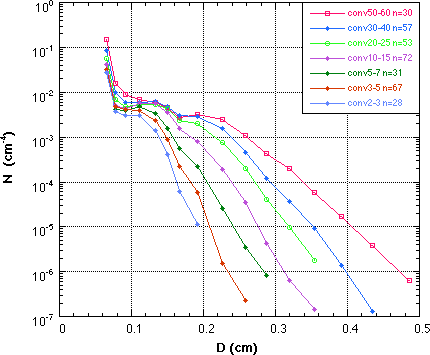
Exemplos de distribuições em chuvas convectivas na Flórida com diferentes taxas de precipitação: escala logarítmica de número (N) versus escala linear de diâmetros (D)

Em geral, a distribuição do tamanho da gota é representada como uma função gama truncada para o diâmetro zero até o tamanho máximo possível das gotas de chuva. O número de gotas com diâmetro {\displaystyle D} é portanto   :
{\displaystyle N(D)=N_{0}D^{\mu }e^{-\Lambda D}}
com {\displaystyle N_{0}}, {\displaystyle \mu } e {\displaystyle \lambda } como constantes.

### Distribuição Marshall-Palmer
O estudo mais conhecido sobre a distribuição do tamanho das gotas de chuva é de Marshall e Palmer, realizada na Universidade McGill em Montreal em 1948. Eles usaram chuva estratiforme com {\displaystyle \mu =0} e chegaram a uma distribuição exponencial do tamanho das gotas. Esta distribuição Marshall-Palmer é expressa como:
{\displaystyle N(D)_{MP}=N_{0}e^{-\Lambda D}}
Onde:
- N0 = 8000 m -3 mm -1 ;
- {\displaystyle \scriptstyle \Lambda } = 4,1 R -0,21 mm -1 (equivalente a 41 R -0,21 cm -1 na referência[3]), sendo R a taxa de chuva na precipitação estratiforme;
- D = diâmetro da gota de chuva em mm

Às vezes, as unidades de N0 são simplificadas para cm-4, mas isso remove a informação de que esse valor é calculado por metro cúbico de ar.
Como as diferentes precipitações ( chuva, neve, granizo, etc ...) e os diferentes tipos de nuvens que as produzem variam no tempo e no espaço, os coeficientes da função de distribuição de gotas variam de acordo com cada situação. A relação Marshall-Palmer ainda é a mais citada, mas deve-se lembrar que é uma média de muitos eventos estratiformes de chuva em latitudes médias. A figura superior mostra as distribuições médias de precipitação estratiforme e convectiva. A parte linear das distribuições pode ser ajustada com um {\displaystyle \scriptstyle \Lambda } particular da distribuição Marshall-Palmer. A imagem inferior é uma série de distribuições de diâmetro de gota em vários eventos convectivos na Flórida com diferentes taxas de precipitação. Podemos ver que as curvas experimentais são mais complexas que as médias, mas a aparência geral é a mesma.
Muitas outras formas de funções de distribuição são encontradas na literatura meteorológica para ajustar com mais precisão o tamanho das partículas para eventos particulares. Com o tempo, os pesquisadores perceberam que a distribuição de gotas é mais um problema de probabilidade de produzir gotas de diâmetros diferentes, dependendo do tipo de precipitação, do que uma relação determinística. Portanto, há um continuum de famílias de curvas para chuva estratiforme e outra para chuva convectiva.

### Distribuição Ulbricht
A distribuição de Marshall e Palmer usa uma função exponencial que não simula adequadamente gotas de diâmetros muito pequenos (a curva na figura superior). Várias experiências mostraram que o número real dessas gotículas é menor que a curva teórica. Carlton W. Ulbricht desenvolveu uma fórmula mais geral em 1983, levando em consideração que uma gota é esférica se D<1 mm e um elipsoide cujo eixo horizontal fica achatado à medida que D fica maior. É mecanicamente impossível exceder D = 10 mm, pois a gota rompe-se no caso de grandes diâmetros. A partir da distribuição geral, o espectro do diâmetro muda, μ = 0 dentro da nuvem, onde a evaporação de pequenas gotas é insignificante devido às condições de saturação e μ = 2 fora da nuvem, onde as pequenas gotas evaporam porque estão no ar mais seco. Com a mesma notação de antes, temos para um chuvisco a distribuição de Ulbricht:
{\displaystyle N_{0}\mathrm {(cm^{-4-\mu })} =\left[{\frac {6}{\pi (\mu +3)!}}\right]\left({\frac {M_{l}}{10^{-3}\rho _{e}}}\right)\Lambda ^{\mu +4}} e {\displaystyle \Lambda \mathrm {(cm^{-1})} ={\frac {3,67+\mu }{D_{0}}}}
Onde {\displaystyle M_{l}} é a quantidade de água líquida, {\displaystyle \rho _{e}} a densidade da água, e {\displaystyle \scriptstyle D_{0}\approx } 0.2 é o valor médio do diâmetro no chuvisco. Para chuva, introduzindo a taxa de precipitação R (mm/h), a quantidade de chuva por hora sobre uma superfície padrão:
{\displaystyle D_{0}{(cm)}\approx 0.13R^{0.14}} e {\displaystyle N_{0}\mathrm {(cm^{-4-\mu })} \approx 6\times 10^{-2}\exp(3.2\times \mu )}

## Medição
As primeiras medições da distribuição das gotas da chuva foram feitas por um instrumento bastante rudimentar de Palmer, aluno de Marshall, expondo um papelão coberto de farinha à chuva por um curto período de tempo. Como a marca deixada por cada gota é proporcional ao seu diâmetro, ele pode determinar a distribuição contando o número de marcas correspondentes a cada tamanho de gota. Isso ocorreu imediatamente após a Segunda Guerra Mundial.
Diferentes dispositivos foram desenvolvidos para obter essa distribuição com mais precisão:
- Disdrômetro
- Analisador de vento modificado

## Tamanho da gota versus refletividade do radar
O conhecimento da distribuição das gotas de chuva em uma nuvem pode ser usado para relacionar o que é registrado por um radar meteorológico com o que é obtido no solo como a quantidade de precipitação. Nós podemos encontrar a relação entre a refletividade dos ecos de radar e o que medimos com um dispositivo como o disdrômetro.
A taxa de precipitação (R) é igual ao número de partículas ({\displaystyle \scriptstyle N(D)}), seu volume ({\displaystyle \scriptstyle \pi D^{3}/6}) e sua velocidade de queda ({\displaystyle \scriptstyle v(D)}):
{\displaystyle R=\int _{0}^{Dmax}N(D)(\pi D^{3}/6)v(D)dD}
A refletividade do radar Z é:
{\displaystyle Z_{rain}=|K_{rain}|^{2}\int _{0}^{Dmax}N(D)D^{6}dD\qquad } onde K é a permissividade da água
Z e R tendo formulação semelhante, pode-se resolver as equações para ter-se um Z-R do tipo: 
{\displaystyle \,Z_{rain}=aR^{b}}
Onde a e b estão relacionados ao tipo de precipitação (chuva, neve, convectiva (como nas tempestades) ou estratiforme (como nas nuvens nimbostratus) que têm diferentes {\displaystyle \Lambda }, K, N 0 e {\displaystyle \scriptstyle v}.
A relação Z-R de Marshall-Palmer é a mais conhecida, que fornece a = 200 e b = 1,6. Ainda é uma das mais utilizadas porque é válida para chuva sinótica em latitudes médias, um caso muito comum. Outras relações foram encontradas para neve, tempestade, chuva tropical, etc.